# 悲しき玩具
『悲しき玩具』（かなしきがんぐ）は、日本の歌人、石川啄木の個人歌集。1912年6月20日に東雲堂書店から刊行された。
啄木の第二歌集で、その没後に土岐哀果と若山牧水により世に出た。

## 刊行の経緯
歌集の元になったのは、啄木が「一握の砂以後（四十三年十一月末より）」と題してまとめていた短歌ノートである。このノートには、「（明治）四十三年十一月末」（1910年11月末）から翌1911年8月21日付までの192首が、見開き左側にのみ4首ずつという体裁で記されていた。
刊行の計画は啄木の生前に立てられ、哀果と牧水の支援により1912年4月9日に刊行が決定して、前借りの原稿料20円が啄木にもたらされた。しかし、その4日後の4月13日に啄木は死去した。
歌集名「悲しき玩具」は、歌集を編纂した友人の哀果が啄木の歌論「歌のいろいろ」（この歌集に収録）から採ったものである。一般にカナシキガングと訓まれるが、啄木本人の生前の意図ではカナシキオモチャであったという。哀果は当初、ノートのタイトル通りに『一握の砂以後（四十三年十一月末より）』とするつもりだったが、東雲堂からそれでは第一歌集と紛らわしくなると言われて改めた。

## 内容について
本文136頁と、土岐哀果の「あとがき」3頁からなる。短歌のほかに、歌論「一利己主義者と友人との対話」「歌のいろいろ」が掲載された。
収録歌は194首。哀果は啄木の「一握の砂以後（四十三年十一月末より）」ノートに対して、冒頭に啄木が最晩年に作った2首を追加した。これをベースにして、『一握の砂』と同様の各ページ2首ずつの見開き4首という形式で歌を掲載した。研究者の近藤典彦は、哀果のおこなった冒頭2首の追加によって、啄木が当初企図していた4首ずつのまとまりに対してずれが生じたと指摘している。
啄木晩年の困窮した生活を反映した内容が歌われていると評されている。歌の表記法としては、第一歌集『一握の砂』と同様の三行書きが使用されている。一方、『一握の砂』にはなかった手法として、字下げ、句読点、感嘆符等がみられる。近藤典彦によると、冒頭の字下げは短歌ノートの113首目から取り入れられたものだった。

## 主な歌
- 呼吸すれば、／胸の中にて鳴る音あり。／凩よりもさびしきその音！
- 眼閉づれど、／心にうかぶ何もなし。／さびしくもまた、眼をあけるかな
- 新しき明日の来るを信ずといふ／自分の言葉に／嘘はなけれど――